# Marcilly (Manche)
Marcilly je francouzská obec v departementu Manche v regionu Normandie. V roce 2010 zde žilo 372 obyvatel.

## Vývoj počtu obyvatel
Počet obyvatel